# Colbert Mountains
Die Colbert Mountains (spanisch Montañas Colbert) sind ein isoliertes Bergmassiv mit einigen abgerundeten und verschneiten Gipfeln von bis zu 1500 m Höhe, das den Händel-Piedmont-Gletscher zwischen dem Haydn Inlet und dem Schubert Inlet im westlichen Zentrum der Alexander-I.-Insel vor der Westküste der Antarktischen Halbinsel überragt.
Erstmals gesichtet hat es der US-amerikanische Polarforscher Lincoln Ellsworth bei einem Überflug am 23. November 1935. Die dabei entstandenen Fotografien dienten Ellsworths Landsmann, dem Geographen W. L. G. Joerg, für eine Kartierung. Weitere Luftaufnahmen entstanden bei der United States Antarctic Service Expedition (1939–1941) und bei der Ronne Antarctic Research Expedition (1947–1948) unter der Leitung des US-amerikanischen Polarforschers Finn Ronne. Dieser benannte die Mountains nach Konteradmiral Leo Otis Colbert (1883–1968), Leiter des  United States Coast and Geodetic Survey, welcher der Forschungsreise Ausrüstung zur Verfügung stellte. Die Luftaufnahme Ronnes verwendete der  britische Geograph Derek Searle vom Falkland Islands Dependencies Survey 1960 für eine detaillierte Kartierung.